# Macon Open
Il Macon Open conosciuto anche come Macon International Tennis Tournament è stato un torneo di tennis. Ha fatto parte dello USLTA Indoor Circuit nel 1971 è stato giocato a Macon (Georgia) negli Stati Uniti su campi in sintetico indoor.

## Albo d'oro

### Singolare
| Anno | Vincitore         | Finalista     | Punteggio               |
| ---- | ----------------- | ------------- | ----------------------- |
| 1968 | Jan Leschly       | Mike Sangster | 6–3, 6–4, 5–7, 6–4      |
| 1969 | Manuel Orantes    | Mark Cox      | 10–8, 7–5, 6–4          |
| 1970 | Cliff Richey      | Arthur Ashe   | 3–6, 6–3, 8–6           |
| 1971 | Željko Franulović | Ilie Năstase  | 6–4, 7–5, 5–7, 3–6, 7–6 |

### Doppio
| Anno | Vincitori                    | Finalisti                   | Punteggio       |
| ---- | ---------------------------- | --------------------------- | --------------- |
| 1970 | Terry Addison Bob Carmichael | Ilie Năstase Ion Țiriac     | 14–16, 6–4, 8–6 |
| 1971 | Clark Graebner Thomaz Koch   | Željko Franulović Jan Kodeš | 6–3, 6–3        |